# Iúçufe (sura)
Iúçufe "José" (em árabe: سورة يوسف) é a décima segunda sura do Alcorão, com 111 ayats. É classificada como uma sura Makkan. Esta sura conta a história de Iúçufe, conhecido como José na Bíblia e na Torá. O nome é também grafado como Iúçufe e Iussefe.